# 関沢インターチェンジ
関沢インターチェンジ（せきざわインターチェンジ）は山形県山形市関沢にある山形自動車道のインターチェンジ。
山形市街から東へ向かう国道286号の山形・宮城県境の笹谷峠の中腹に設置された、村田JCT方面のみ通行可能なハーフインターチェンジである。

## 歴史
- 1981年（昭和56年）4月15日：笹谷IC - 関沢IC間が「一般国道286号笹谷トンネル」として開通し、供用開始（この時は暫定2車線で供用）[1][2][3]。
- 1991年（平成3年）7月31日：関沢IC - 山形北IC間開通（この時は暫定2車線で供用）[1]。
- 1998年（平成10年）
  - 7月1日：「一般国道286号笹谷トンネル」（笹谷IC - 関沢IC）が山形自動車道に編入される[1]。
  - 9月11日：関沢IC - 山形蔵王IC間が4車線化される[1]。
- 2002年（平成14年）11月30日：笹谷IC - 関沢IC間が4車線化される[1]。

## 周辺
- ぼけなし観音
- 稲荷神社

## 接続する道路
- 直接接続
  - 国道286号[4]

## 料金所
- ブース数：4

### 入口
- ブース数：2
  - ETC専用：1
  - 一般：1

### 出口
- ブース数：2
  - ETC専用：1
  - 一般：1

## 隣
E48 山形自動車道
(2)笹谷IC - (3)関沢IC - (4)山形蔵王IC/山形蔵王PA